# Edificio del 45 East 66th Street
El Building at 45 East 66th Street  es un edificio de apartamentos histórico ubicado en Nueva York, Nueva York. El Building at 45 East 66th Street se encuentra inscrito  en el Registro Nacional de Lugares Históricos desde el 6 de mayo de 1980. 

## Ubicación
El Building at 45 East 66th Street se encuentra dentro del condado de Nueva York en las coordenadas 40°46′05″N 73°58′05″O / 40.768056, -73.968056.